# Borgerlig vielse
En borgerlig vielse er et bryllup, som foretages uden en religiøs ceremoni. Vielser af denne art forrettes af en giftefoged, som typisk er en borgmester eller anden embedsmand på et rådhus. I Danmark har man fra 1851 kunnet blive borgerligt viet.

## Danmark
Blandt andet på baggrund af, at religionsfriheden var blevet indført i Danmark med grundloven af 1849, blev det i 1851 for dem, der ikke var medlem af folkekirken eller tilhørte andre trossamfund, tilladt at indgå borgerlige vielser. Med ægteskabsloven i 1922 blev det muligt for alle at indgå borgerlige vielser, og har været det siden.
I lighed med de kirkelige bliver de borgerlige vielser registeret, dog ikke i kirkebogen men i særlige Borgerlige ægteskabsbøger; før 1922 blev vielserne registeret i retsbetjentarkivernes ægteskabs- eller notarialprotokoller, efter 1922 i borgerlige ægteskabsbøger i den kommune, hvor vielsen fandt sted. Ægteskabsbøgerne er på arkiver omfattet af en tilgængelighedsfrist på 50 år. Igennem Arkivalieronline er det muligt at se borgerlige ægteskabsbøger for Københavns området i perioden 1923-1961.

## Andre lande

### Frankrig
I forbindelse med den franske revolution blev religiøse vielser i Frankrig gjort sekundære i forhold til borgerlige vielser i 1792. Religiøse ceremonier kan stadig udføres, men kun for par, der allerede er blevet gift i en civil ceremoni. Napoleon bredte senere denne skik ud til det meste af Europa. I nutidens Frankrig har kun borgerlig vielse juridisk gyldighed. En religiøs ceremoni kan udføres, men den har ingen retslig betydning.

### Spanien
I Spanien kan ægtefællerne vælge at blive viet religiøst uden først at skulle gå til borgmesteren. De underskriver ved slutningen af den religiøse ceremoni en ægteskabspagt, som kirken så sender til de civile myndigheder.

### Storbritannien
Officielt dukkede civile ægteskaber op i Storbritannien i 1563, men det varede nogen tid, før de endelig blev anerkendt af de forskellige nationer (England, Wales, Nordirland og Skotland). I England og Wales kan borgerlige vielser ikke gennemføres på steder for religiøs tilbedelse. I Skotland og Nordirland er der mulighed for at forrette borgerlige vielser på et hvilket som helst sted, og der er også mulighed for, at visse religiøse myndigheder kan registrere sig selv til at udføre borgerlige vielser.

### Østrig
I Østrig har det været muligt at indgå ægteskab borgerligt siden 1783.